# Llista de muntanyes de l'Horta Sud
Llista de muntanyes a la comarca de l'Horta Sud, al País Valencià.
| Nom                 | Altura | Municipi  | Unitat de relleu | Coordenades                                            | Foto |
| ------------------- | ------ | --------- | ---------------- | ------------------------------------------------------ | ---- |
| Alt del Peral       | 329 m. | Torrent   | Serra Perenxisa  | 39° 25′ 51″ N, 0° 34′ 24″ O / 39.4307399°N,0.5733869°O |      |
| Alts de la Guatleta | 269 m. | Picassent |                  | 39° 19′ 26″ N, 0° 32′ 07″ O / 39.3238897°N,0.5352396°O |      |
| la Pedrera          | 213 m. | Picassent |                  | 39° 21′ 54″ N, 0° 32′ 09″ O / 39.3649129°N,0.5358223°O |      |
| Morredondo          | 197 m. | Picassent |                  | 39° 19′ 27″ N, 0° 29′ 54″ O / 39.3240549°N,0.4982017°O |      |
| Millerola           | 191 m. | Picassent |                  | 39° 21′ 58″ N, 0° 31′ 56″ O / 39.3662421°N,0.5321625°O |      |
| el Vedat            | 144 m. | Torrent   |                  | 39° 25′ 16″ N, 0° 29′ 29″ O / 39.421168°N,0.491455°O   |      |
| Penyes Males        | 119 m. | Picassent |                  | 39° 23′ 01″ N, 0° 29′ 41″ O / 39.3837025°N,0.4948379°O |      |